# Овчинников, Фёдор Герасимович
Фёдор Гера́симович Овчи́нников (1866 — ?) — учитель, депутат Государственной думы I созыва от Курской губернии.

## Биография
Родился в 1866 году в крестьянской семье. В 1885 году окончил Курскую учительскую гимназию.
В 1885—1905 годах работал учителем земской школы. Организовал «сельскую думу» из выборных от каждых 20 крестьянских дворов и за организацию этого учреждения был отстранён от должности Льговским училищным советом и в начале февраля 1906 года арестован. Освобождён по требованию крестьянского волостного схода в связи с избранием его выборщиком по выборам в Государственную Думу; 26 марта 1906 избран в Государственную думу I созыва от общего состава выборщиков Курского губернского избирательного собрания. Входил в Трудовую группу. Был членом Льговского сельскохозяйственного общества; владел земельным наделом.
Дальнейшая судьба и дата смерти неизвестны.